# Gentianella ernestii
Gentianella ernestii là một loài thực vật có hoa trong họ Long đởm. Loài này được (Briq.) Fabris ex J.S.Pringle mô tả khoa học đầu tiên năm 1981.